# خسرو خان سردار اعتماد
خسرو خان سردار اعتماد ملقب به مقتدر نظام از سرکرده‌ها و باباشمل‌های محلهٔ سنگلج تهران بود و در زمان مظفرالدین شاه رتبهٔ سرتیپی داشت. از سال ۱۳۲۴ ه‍.ق «مباشر عمل آتش‌بازی» در قورخانهٔ مبارکه بود. در زمان سلطنت محمدعلی شاه و دورهٔ مشروطیت، در ردیف طرفداران شاه قرار گرفت و اقداماتی بر ضد مشروطیت انجام داد. در نهم ذی‌القعدهٔ ۱۳۲۶ ه‍.ق، عمال وی به اتفاق سید محمد خان صنیع حضرت به مدرسهٔ سپهسالار حمله کردند ولی در اثر تیراندازی محافظان متفرق شدند. وی در میان عوام به «سردار فشفشه» شهرت داشت. مهدی بامداد دربارهٔ او می نویسد: «مقتدر نظام (خسروخان) از اهالی محلهٔ سنگلج و از الواط‌های آن محله بود. او نیز مدت‌ها رئیس ادارهٔ قورخانه بود. در اواخر سلطنت قاجاریه ادارهٔ مزبور معنی و اساس چندانی نداشت. کار رئیس قورخانه فقط این بود که در اعیاد و جشن‌ها امور چراغانی و آتش‌بازی میدان توپخانه را انجام دهد و از این جهت عامهٔ مردم نامبرده را سردار فشفشه می‌گفتند و به این لقب شهرت تام پیدا کرده بود.»